# Jacques Callot
Jacques Callot (1592 Nancy, Francie – 14. března 1635 tamtéž) byl francouzský, respektive lotrinský kreslíř a rytec, tvůrce mědirytů a leptů. Vynikl pozorovacím talentem a jeho dílo je důležitým dokumentem doby třicetileté války, tvořil především v protiválečném duchu (cyklus Hrůzy války). V jeho díle se také projevuje nespoutaná povaha, která způsobila jeho útěk z domova a která ho přivedla až do Itálie, kde pobýval v letech 1608–1622, zachycoval život cikánů, žebráků apod. (cykly Žebráci aj.)

## Fotogalerie

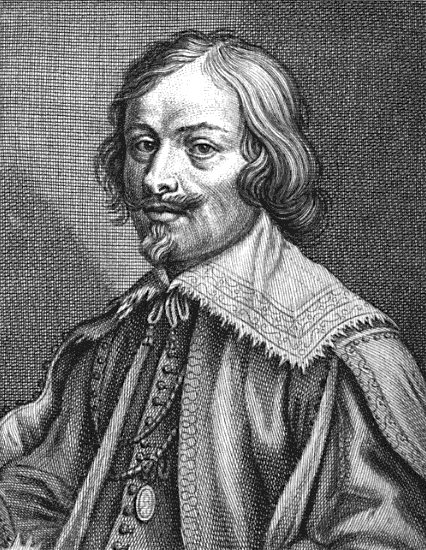
Jacques Callot
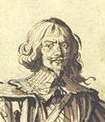
Jacques Callot. Dílo Claudeho Derueta.
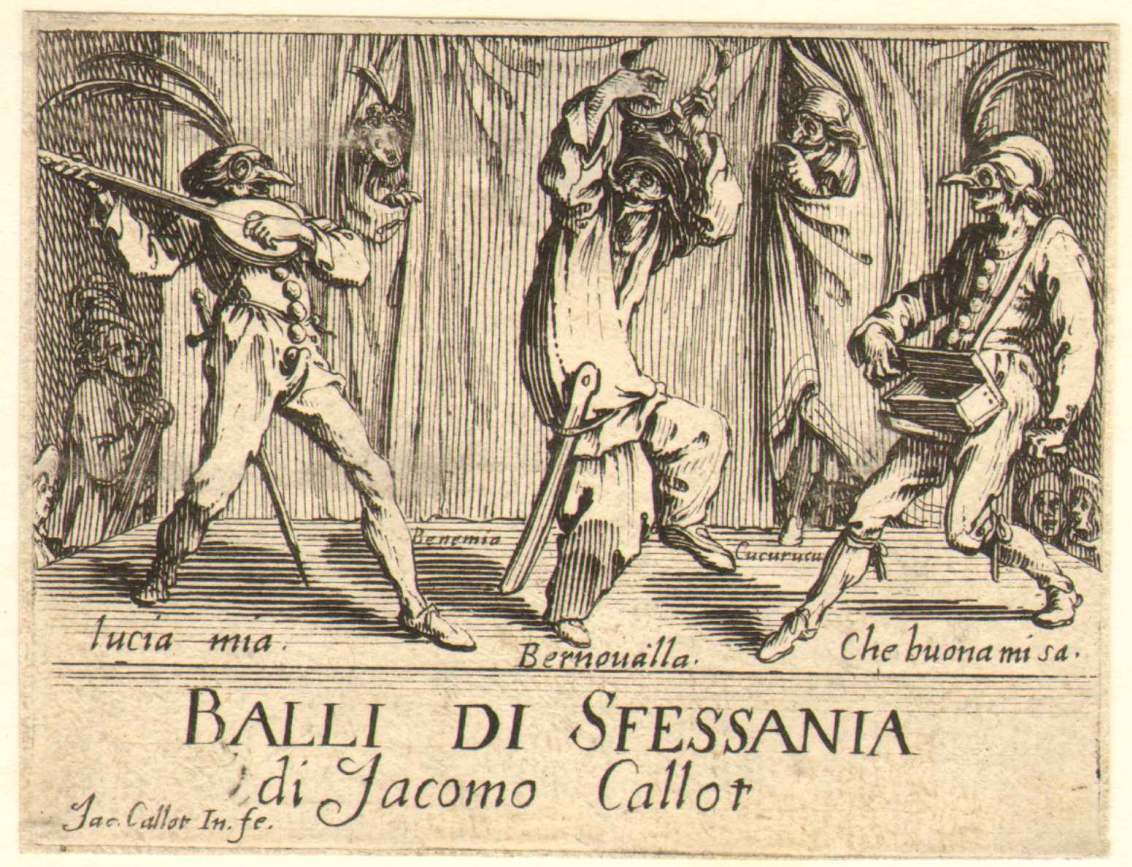
Jacques Callot, 'Balli di Sfessania'
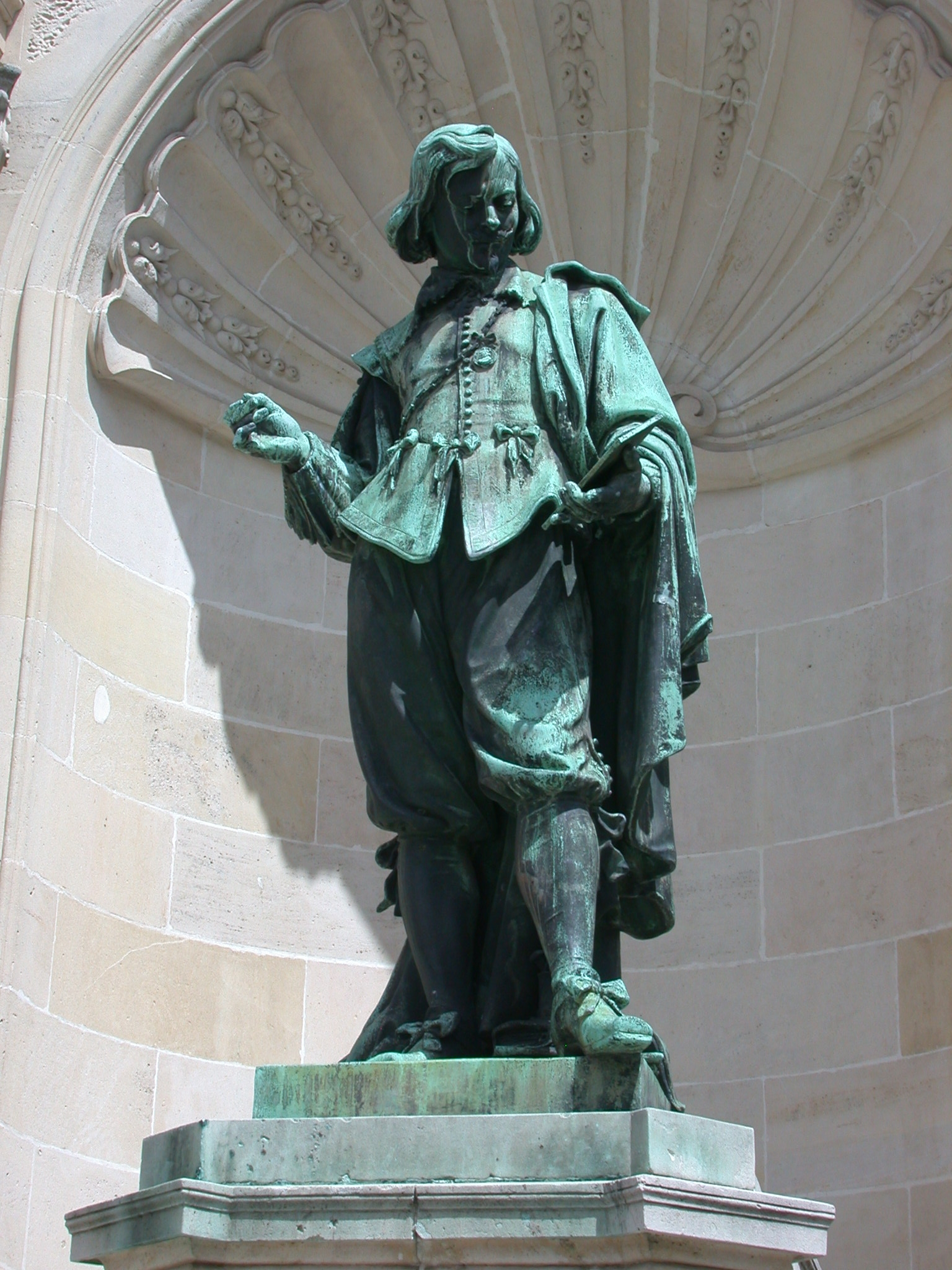
Socha J. Callota v Nancy
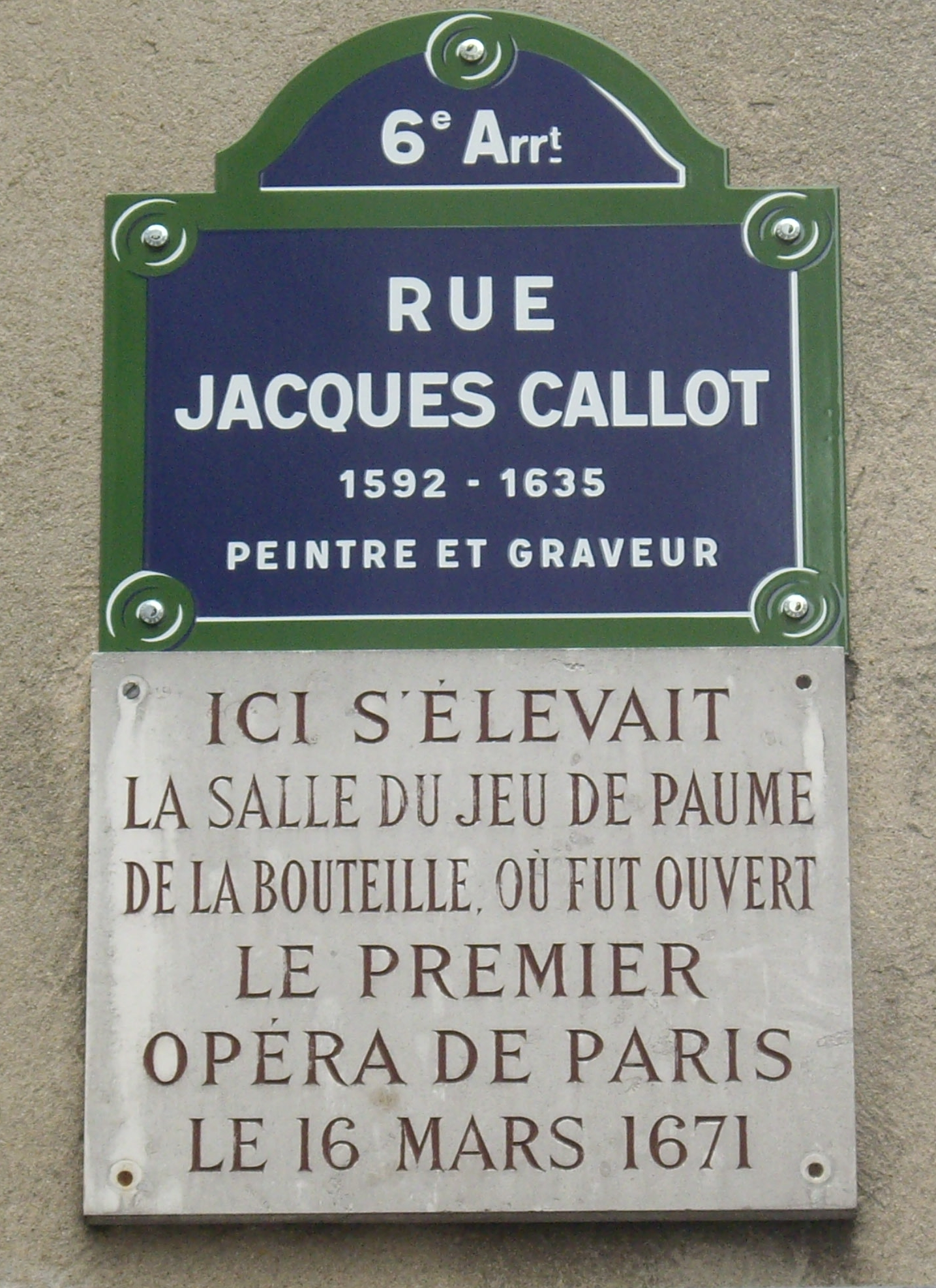
Ulice Jacques-Callot v pařížském 6.arrondissementu)